# Nils-Aslak Valkeapää

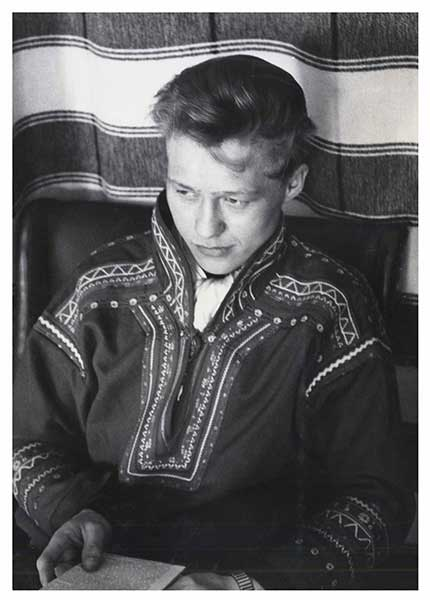
Der junge Nils-Aslak Valkeapää

Nils-Aslak Valkeapää (* 23. März 1943 in Enontekiö; † 26. November 2001 in Espoo), auf Nordsamisch auch als ´Áilu, Áillohaš oder Áilluhas bekannt, war ein Schriftsteller, Musiker, Künstler und Schauspieler aus Sápmi. Er ist der erste und bisher einzige Same, dem der Literaturpreis des Nordischen Rates verliehen wurde.

## Leben
Nils-Aslak Valkeapää kam in einer Familie traditioneller Rentierhalter zur Welt, aber machte eine Ausbildung zum Grundschullehrer. Einen großen Teil seines Lebens verbrachte er in Käsivarsi in Finnland, nahe der schwedischen Grenze, lebte aber auch in Skibotn in Norwegen. Im Jahr 2001 erwarb er die norwegische Staatsangehörigkeit. Er starb Ende 2001 nach einem Langstreckenflug an einer Lungenembolie. Die norwegische Regierung gab nach seinem Tod bekannt, dass Valkeapää ein staatliches Ehrenbegräbnis erhalte. Das Begräbnis fand am 15. Dezember 2001 statt. Der Trauergottesdienst wurde in der Kirche von Kåfjord in der Kommune Kåfjord abgehalten.
Valkeapää galt zu Lebzeiten als die international bekannteste samische Persönlichkeit. Neben seiner künstlerischen Tätigkeit betätigte sich Valkepää sein Leben lang auch politisch für die Anliegen der Samen und anderer indigener Gemeinschaften.

## Künstlerisches Schaffen
Die samische Tradition des Joik-Gesangs nahm in seinem musikalischen wie auch in seinem künstlerischen und schriftstellerischen Schaffen einen zentralen Platz ein. Seinen eigenen künstlerischen Ruf begründete er als Joik-Interpret. In den 1960ern suchten junge Samen nach ihren kulturellen Wurzeln und Valkeapää wurde einer der prominentesten Vertreter dieser neuen Generation von Joikern. Seine ersten Plattenaufnahmen, Joikuja von 1968, enthielten „modernisierte“ Joiks.
Valkeapää schrieb die Musik zu dem international bekannten Film Pathfinder (samisch Ofelaš, norwegisch Veiviseren) von 1987, Regie und Buch Nils Gaup. Er spielte darin auch die Rolle des Siida-Isit. Er trat bei der Eröffnung der Olympischen Winterspiele 1994 in Lillehammer, Norwegen, auf – was seine samische Kollegin Mari Boine mit der Begründung ablehnte, nicht die „Quoten- oder Feigenblatt-Indigene“ spielen zu wollen.
Als Schriftsteller bediente er sich hauptsächlich seiner Muttersprache Nordsamisch. Übersetzungen wurden vor allem in anderen Sprachen der nordischen Länder veröffentlicht, aber einige seiner Gedichte liegen auch in deutscher Übersetzung durch Christine Schlosser vor. Seine Popularität ist am größten in Norwegen – dem Land der größten samischen Gemeinschaft. Seine erste Veröffentlichung war ein politisches Pamphlet namens Terveisiä Lapista (dt. Grüße aus Lappland 2014) an die Adresse der herrschenden Skandinavier. Er wurde der erste Sekretär des Weltrats der Indigenen Völker (World Council of Indigenous Peoples). In dieser Position war er eine Inspirationsquelle, nicht allein für samische Künstler, sondern auch für Mitglieder indigener Völker auf der ganzen Welt. Er veröffentlichte insgesamt acht Gedichtsammlungen. Eine seiner bekanntesten, inspiriert von Anders Fjellners Die Söhne der Sonne, ist Beaivi áhčážan, die unter anderem ins Englische übersetzt wurde, unter dem Titel The Sun, My Father.
In Deutschland trat Valkeapää 1993 im Rahmen des Länderschwerpunkts Finnland beim Tanz&FolkFest im thüringischen Rudolstadt auf. Drei Jahre später, 1996, erlitt er einen schweren Autounfall, durch den sein künstlerisches Schaffen weitgehend abbrach, da er danach an schweren Gedächtnisstörungen litt.

## Diskografie
- Joikuja, 1968
- Beaivi, áhčážan, 1988
- Nils-Aslak Valkeapää & Esa Kotilainen: Eanan, Eallima Eadni. Music for the book Beaivi, áhčážan, 1989, DAT CD-5 8
- Sápmi, lottážan

### Filmmusik
- 1987:  Pathfinder (samisch Ofelaš, norwegisch Veiviseren)

## Bibliografie
- Terveisiä lapista. 1970, 1971 auf Norwegisch als Pamphlet herausgegeben unter dem Titel Hilsen fra Sameland.
- Solen, min far. (Beaivi Áhcázan), Bild- und Gedichtband, Übersetzungen på blandad Schwedisch und Norwegisch (Bokmål und Nynorsk).
- Vidderna inom mig. (Ruoktu Váimmus) 1987, Gedichtsammlung.
- Aurinko, isäni. (Pekka Sammallahti on kääntänyt lyriikkakuvateoksen Beaivi, Ahcazan runot), 1992.
- Beaivi, áhčážan. 1988.
- Fadir min, solin. 1992.
- Gida ijat cuov’gadat. 1974.
- Greetings from Lappland. 1983.
- Herbst in Lappland : Stimmungsbilder aus dem Hohen Norden. H. U. Schwaar, 1985.
- Ich bin des Windigen Berges Kind, 1985
- Kevään yöt niin valoisat. (saamenkielisestä alkuteoksesta suom. Anneli Rosell). 1980.
- Lavlo vizar biello-cizas. 1976.
- Nap, édesapám; fordította Domokos Johanna. (nyelvi lektor: Harri Mantila). 1997.
- RistenKirsti Paltto. bearbmagovva, 1981.
- Ruoktu vaimmus. (govaid lea sargon; girjjis lea farus Pehr Henrik Nor) 1985.
- Solen min far. 1990.
- Terveisiä Lapista. 1971.
- Trekways of the wind. (Übersetzer: Ralph Salisbury, Lars Nordström, Har ald Gaski). the book is ill, 1994.
- Vidderna inom mig. 1987.
- Vidderna inom mig. (Übersetzer: Mia Berner, John E. Utsi, Kristina Utsi). 1991.
- Grüße aus Lappland. (Übersetzerin: Johanna Domokos). 2014.

### Gedichtssammlungen
- 1985: Ruoktu váimmus. (norwegischer Titel: Vindens veier. dt. Die Wege des Windes.)
- 1988: Beaivi, Áhčážan. (norwegischer Titel: Solen, min far., dt. Sonne, mein Vater.)
- 1994: Nu guhkkin dat mii lahka. (norwegischer Titel: Så fjernt det nære., dt. Das Nahe so fern.)
- 1996: Jus gazzebiehtár bohkosivččii.
- 1999: Girddán, seivvodan.

## Preise und Auszeichnungen
- Tidningen Vi:s litteraturpris, 1987
- Literaturpreis des Nordischen Rates, 1991

## Rezeption
Seit 1993 gibt es den Áillohaš-Musikpreis. Die Lásságámmi-Stiftung wurde 2004 gegründet.